# 坂本村 (香川県)
坂本村（さかもとむら）は、香川県綾歌郡にあった村。

## 歴史
- 1890年2月15日 - 町村制施行に伴い、鵜足郡東坂元村（ひがしさかもとむら）、西坂元村（にしさかもとむら）、川原村（かわはらむら）、眞時村（さんときむら）が合併し、坂本村が発足。
- 1899年4月1日 - 鵜足郡が阿野郡と合併し、綾歌郡となる。
- 1956年8月1日 - 法勲寺村と新設合併し、飯山町が発足。同日付で坂本村を廃止。

## 村長
- 初代 宮井茂九郎